# ديكسون وارد
ديكسون ماكراي وارد (بالإنجليزية: Dixon McRae Ward)‏ هو لاعب هوكي الجليد كندي، ولد في 23 سبتمبر 1968 في ليدوك في كندا.

## وصلات خارجية
- ديكسون وارد على موقع دوري الهوكي الوطني (الإنجليزية)
- ديكسون وارد على موقع EliteProspects.com (الإنجليزية)
- ديكسون وارد على موقع HockeyDB.com (الإنجليزية)
- ديكسون وارد على موقع Hockey-Reference.com (الإنجليزية)